# Amauronematus mundus
Amauronematus mundus är en stekelart som beskrevs av Friedrich Wilhelm Konow 1895. Amauronematus mundus ingår i släktet Amauronematus, och familjen bladsteklar. Arten är reproducerande i Sverige.